# Lunan
Lunan é uma comuna francesa na região administrativa de Occitânia, no departamento de Lot. Estende-se por uma área de 6,15 km². Em 2010 a comuna tinha 605 habitantes (densidade: 98,4 hab./km²).